# Senarclens
Senarclens est une commune suisse du canton de Vaud, située dans le district de Morges.

## Archéologie
Le territoire communal a un riche passé. On y a retrouvé des vestiges d'établissements gallo-romains En Verniaz, à Soveillame et En Condémines (avec nécropole), ainsi qu'un cimetière du haut Moyen Âge en Châtonnaires.

## Toponymie
Senarclens est formé d'un nom de personne germanique non identifié et du suffixe -ingos adopté dans l'espace galloromain à partir du Vie siècle et qui évolue en -ens.

## Population

### Surnom
Les habitants de la commune sont surnommés les Hérissons,.

### Démographie
Senarclens compte 495 habitants au 31 décembre 2022 pour une densité de population de 125 hab/km2. Sur la période 2010-2019, sa population a augmenté de 21,4 % (canton : 12,9 % ; Suisse : 9,4 %).  

## Histoire
Premières mentions : 1011, in Senerclens, 1049-1109 a Senerclens, 1228, Sonarclens.
Du point de vue ecclésiastique, ce territoire formait une paroisse sous le vocable de saint Nicolas, attestée en 1222 et en 1228, mais qui n'existe plus en 1285, Le village dépend dès lors de la paroisse de Cossonay et l'ancienne église, qui se trouvait peut-être sur le site du cimetière actuel, a disparu.
Senarclens est érigé en seigneurie en 1597 et le village est administré localement par une assemblée de communiers. Il fit partie du bailliage bernois de Morges (1539-1798), puis du district de Cossonay (1798-2006).

## Monuments
La commune possède sur son territoire un château, dont les origines remontent au Moyen Âge et qui était anciennement propriété de nobles locaux. Cette famille de Senarclens, encore existante, remonte à Aymon de Senarclens, attesté en 1164. Ce fief dépendit longtemps de la seigneurie de Cossonay. Il a été acquis en partie en 1576 par Pierre de Charrière, et en partie en 1584 par le fils de ce dernier, Georges-François Charrière, qui fait immédiatement reconstruire la maison forte. Ce bâtiment, transformé, conserve quelques éléments anciens, dont une tour cylindrique.